# Лоџик (репер)
Сер Роберт Брајсон Хол II (22. јануар 1990), познатији као Лоџик, је амерички репер и продуцент. Објавио је шест студијских албума и добио две номинације за Греми награду.
Лоџик је започео своју музичку каријеру 2010. године, издавши своју прву траку Young, Broke and Infamous. Стекао је популарност својом колекцијом трака Young Sinatra, а трећи албум Young Sinatra: Welcome to Forever (2013) је обезбедио Лоџику да обезбеди уговор са издавачком кућом Деф Џем Рекордингс. Прва два студијска албума Лоџика — Under Pressure (2014) и The Incredible True Story (2015) — оба су била међу првих пет на америчкој Билборд 200 листи.
Лоџик је постигао мејнстрим популарност 2017. са албумом Everybody, који се нашао на првом месту у Сједињеним Државама, док је његов главни сингл, 1-800-273-8255, достигао треће место на америчкој Билборд Хот 100, и био је међу десет најбољих на међународном нивоу. Такође је објавио комерцијалну серију трака Bobby Tarantino. Његов четврти и пети албум, YSIV (2018) и Confessions of a Dangerous Mind (2019), постигли су сличан комерцијални успех, при чему је последњи садржао сингл Homicide, који је достигао 5. место на листи Хот 100 и садржао гостујући стих од Еминема. Након свог шестог албума No Pressure (2020), Лоџик се на неко време повукао из музичког живота, да би се после вратио 2021. године.  
Као писац, Лоџик је објавио роман Supermarket (2019), који прати истоимени саундтрек. Књига је постала бестселер Њујорк Тајмса, али су оба дела наишла на негативне коментаре критичара. Лоџик је такође стример и потписао је уговор са компанијом Twitch, поставши први музичар који је то учинио.

## Уметност и инспирације
Лоџик наводи Френка Синатру као своју главну инспирацију, а његов утицај се може видети у неколико аспеката Лоџикове личности. Као дете, мајка га је терала да гледа старе црно-беле филмове, што је формирало његову љубав према Синатри. Лоџик наводи Синатру као кључну улогу у томе да буде у стању да се носи и понаша на начин на који то чини, а Лоџик га описује као појединца који је „показао мир, љубав, милост, позитивност, част и храброст“
Лоџик је рекао да су различити облици забаве на многим платформама утицали на њега, укључујући A Tribe Called Quest, Mos Def, OutKast,Red Hot Chili Peppers, Џ. Кол, Дрејк, Еминем, Wu-Tang као и филмови Квентина Тарантина . У интервјуу за XXL, Лоџик је изјавио: „Волим све поджанрове у оквиру хип-хопа и све жанрове музике, и мислим да је то оно што ми омогућава да правим своју музику“.

## Рани живот
Сер Роберт Брајсон Хол II рођен је 22. јануара 1990. у болници Шејди Гроув у Роквилу, Мериленд. Рођен је од стране Роберта Брајсона Хола, Афроамериканца рођеног у Мериленду, и беле мајке. Између оца и мајке има седморо полубраће и полусестара. Лоџик је провео већи део своје младости у насељу Вест Дир Парк у Гејтерсбургу у Мериленду. Његов отац је патио од зависности од кокаина, а мајка од алкохолизма. Упркос томе што је његов отац у почетку био одсутан у детињству, Лоџик је успео да се поново повеже са Холом због његове растуће реп каријере. Током својих раних адолесцентских година, Лоџик је сведочио како његова браћа производе и дистрибуирају кокаин „зависницима по целом блоку“, као и његовом оцу. Лоџик тврди да он тачно зна како да производи кокаин након ових искустава.

### Образовање
Похађао је средњу школу Гејтерсбург. Међутим, није матурирао и убрзо је избачен зато што је престао да похађа часове.  Логџик је то прокоментарисао и навео „Почео сам да посустајем и пао сам сваки предмет, осим енглеског, па су ме избацили из школе”.